# كارلوس غونزاليس (ملاكم)
كارلوس غونزاليس (بالإسبانية: Carlos González Ferrer)‏ (15 يونيو 1972 في المكسيك - ) هو ملاكم مكسيكي.

## وصلات خارجية
- كارلوس غونزاليس على موقع بوكس ريك (الإنجليزية) (registration required)